# Jakob Ridderborg
Jakob Ridderborg, tidigare de Maré, född 1655 i Stockholm, död 28 juni 1709 i Poltava, var en svensk militär.

## Biografi
Jakob Ridderborg föddes 1655 i Stockholm. Han var son till kammartjänaren Jaques Le Bell de Maré och Catharina Scheibe. Ridderborg blev 7 oktober 1665 student vid Uppsala universitet och blev 1674 fanjunkare vid Östgöta kavalleriregemente. Han blev 1675 förare vid Setons tyska dragonregemente och samma år sergeant. År 1676 blev han löjtnant vid Smålands dragonregemente och 5 juni 1678 kaptenlöjtnant vid regementet. Ridderborg blev 25 december 1700 ryttmästare vid Upplands tremänningskavalleriregemente och var 9 november 1703 en av Karl XII:s drabanter. Han adlades 11 februari 1704 med namnet Ridderborg tillsammans med sin måg Henrik Scheibe. Ridderborg stupade 1709 i slaget vid Poltava.

### Egendom
Ridderborg ägde gården Grimstad i Drothems socken.

### Familj
Ridderborg gifte sig 12 juni 1679 i Söderköping med Anna Laurin (1662–1710), dotter till kyrkoherden Laurentius Laurinus och Helena Walleria i Söderköping. De fick tillsammans barnen Catharina Helena Ridderborg (1681–1751) som var gift med kaptenen Henrik Ridderborg, tidigare Scheibe, och majoren Johan Pihlhielm, Helena Christina Ridderborg (1683–1751) som var gift med kornetten Daniel Walléen, Carl Ridderborg (född 1684), överstelöjtnanten Jakob Ridderborg (1687–1745), översten Adolf Lorentz Ridderborg (1688–1746), ryttmästaren Johan Ridderborg (1689–1734), översten Carl Ridderborg (1689–1754), Anna Margareta Ridderborg (1690–1765) som var gift med kyrkoherden Carl Wessman i Ryssby församling och kyrkoherden Johannes Hedman i Västra Hargs församling, Maria Elisabet Ridderborg (1693–1747) som var gift med tullbesökaren Evevald Fredrik Lundin, Ingeborg Brita Ridderborg (1694–1760) som var gift med kyrkoherden Olof Granqvist i Drothems församling och kyrkoherden Samuel Wettelius i Drothems församling och Hedvig Sofia Ridderborg (född 1695) som var gift med översten Achilles Gabriel von Block.